# Crocidura cyanea
Crocidura cyanea is een zoogdier uit de familie van de spitsmuizen (Soricidae). De wetenschappelijke naam van de soort werd voor het eerst geldig gepubliceerd door Duvernoy in 1838.